# Europäisches Vogelschutzgebiet Müggelspree
Das EU-Vogelschutzgebiet Westlicher Müggelspree ist ein europäisches Vogelschutzgebiet (SPA-Gebiet) im Berliner Ortsteil Müggelheim des Bezirks Treptow-Köpenick im äußersten Südosten der Stadt. Die englischsprachige Bezeichnung des Gebiets lautet SPA Müggelspree, wobei SPA für Special Protection Area (deutsch: ‚spezielles Schutzgebiet‘) steht. Der Name leitet sich aus der Bezeichnung Müggelspree für die Spree im Bereich des Schutzgebiets ab.
Das Schutzgebiet ist ein bedeutendes Brutgebiet und Durchzugsgebiet für Zugvögel in der Spreetalniederung mit extensiver Grünlandnutzung, Talsandinseln mit Dünenrücken, verlandeten Moorrinnen in Kiefernforsten, Fließgewässern und dem Flusssee der Spree mit Schwimmblatt-  und Unterwasserpflanzenbeständen sowie Auwaldresten.

## Lage
Zum Vogelschutzgebiet gehören die Gebiete Die Bänke nördlich der Mündung der Müggelspree in den Großen Müggelsee, das Naturschutzgebiet Krumme Lake / Pelzlake südlich der Müggelspree, das Naturschutzgebiet Gosener Wiesen und Seddinsee sowie die Schmöckwitzer Wiesen und das Schmöckwitzer Bruch zwischen dem Dämeritzsee im Norden und dem Seddinsee im Süden, die durch den Gosener Kanal verbunden sind. Die Gosener Landstraße quert das Schutzgebiet in Ost-West-Richtung und führt am Ende des Gebiets in die Ortschaft Gosen der Gemeinde Gosen-Neu Zittau in Brandenburg.
Das Gebiet liegt zwischen den beiden grünen Berliner Hauptwegen Spreeweg mit der Nummer 1 und Dahmeweg mit der Nummer 9.

## Schutzzuweisung
Das Vogelschutzgebiet wurde im November 1997 als besonderes Schutzgebiet ausgewiesen. Im Februar 2006 wurde das Gebiet von der Berliner Senatsverwaltung für Stadtentwicklung nach den Richtlinien 92/43/EWG des Europäischen Rates vom 21. März 1992 zur Erhaltung der natürlichen Lebensräume sowie der wildlebenden Tiere und Pflanzen (FFH-Richtlinie) und der Vogelschutzrichtlinie 2009/147/EC (SPA) als Europäisches Vogelschutzgebiet eingerichtet. Die Fläche des zum Natura-2000-Schutznetz der Europäischen Union gehörenden Gebiets beträgt insgesamt acht Quadratkilometer. Beim Bundesamt für Naturschutz wird es mit dem Kennzeichen 3548-341 und in der World Database on Protected Areas (WDPA) mit dem Kennzeichen 555537448 geführt.

## Vogelarten
Neben den im Stadtgebiet von Berlin üblichen Vögeln brüten die folgenden besonders geschützten oder bedrohten Vogelarten im Schutzgebiet:
Eisvogel, Heidelerche, Kranich, Neuntöter, Rohrweihe, Rotmilan, Schwarzmilan, Schwarzspecht, Seeadler, Sperbergrasmücke, Teichrohrsänger, Trauerseeschwalbe, Wachtelkönig, Wespenbussard, Zwergschnäpper

Im Schutzgebiet aufgenommene Vögel
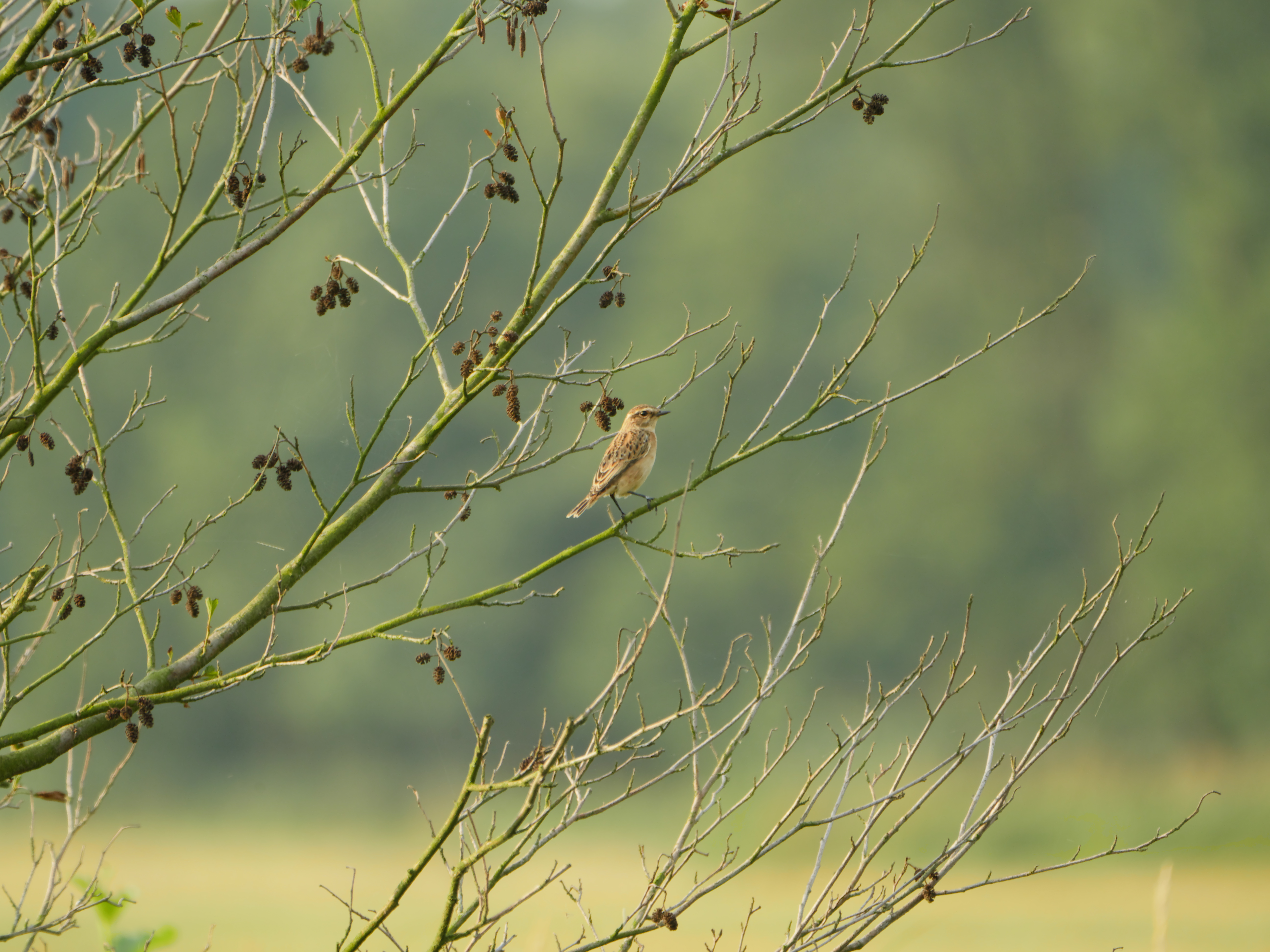
Braunkehlchen
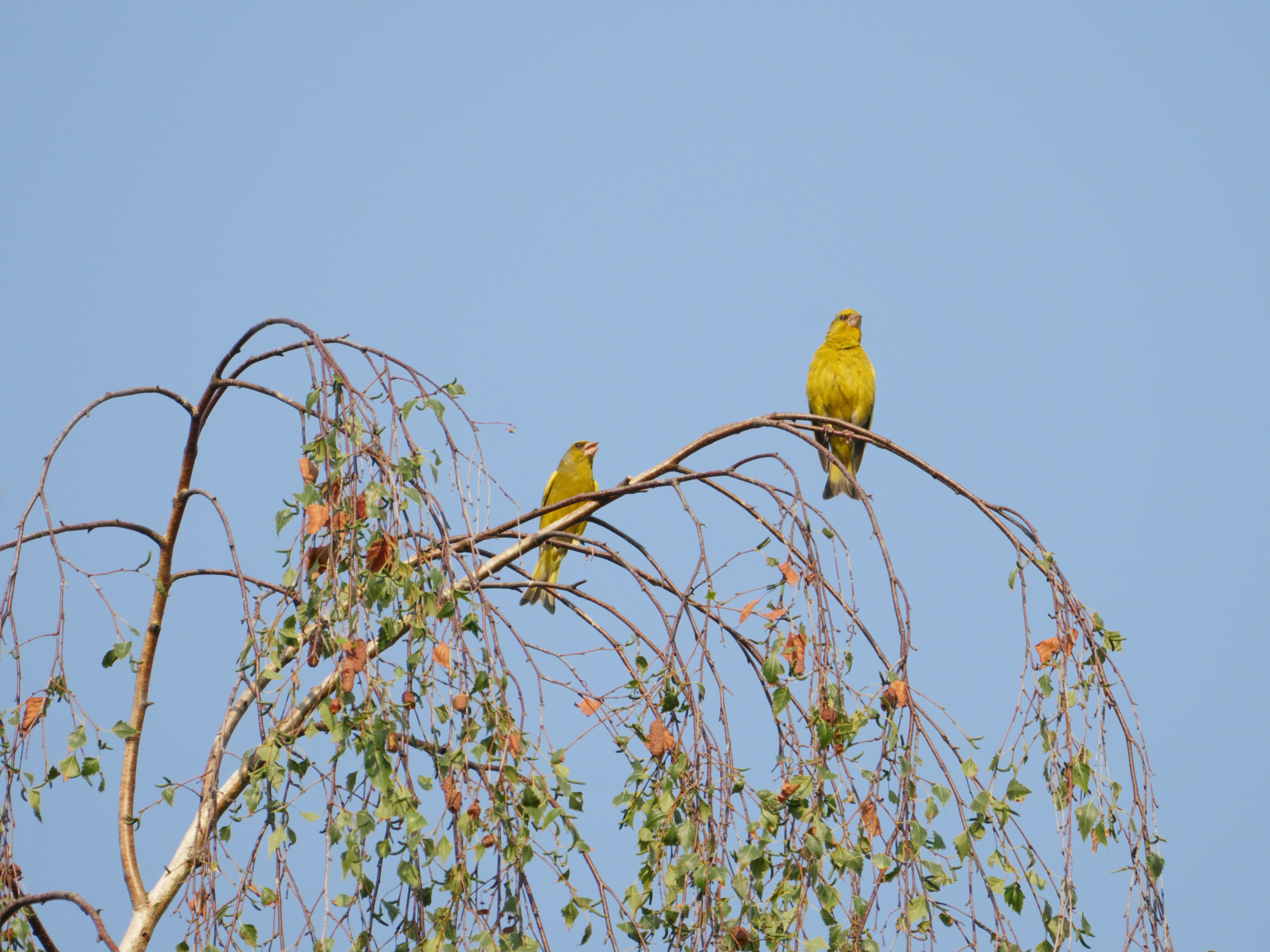
Zwei Grünfinken-Männchen
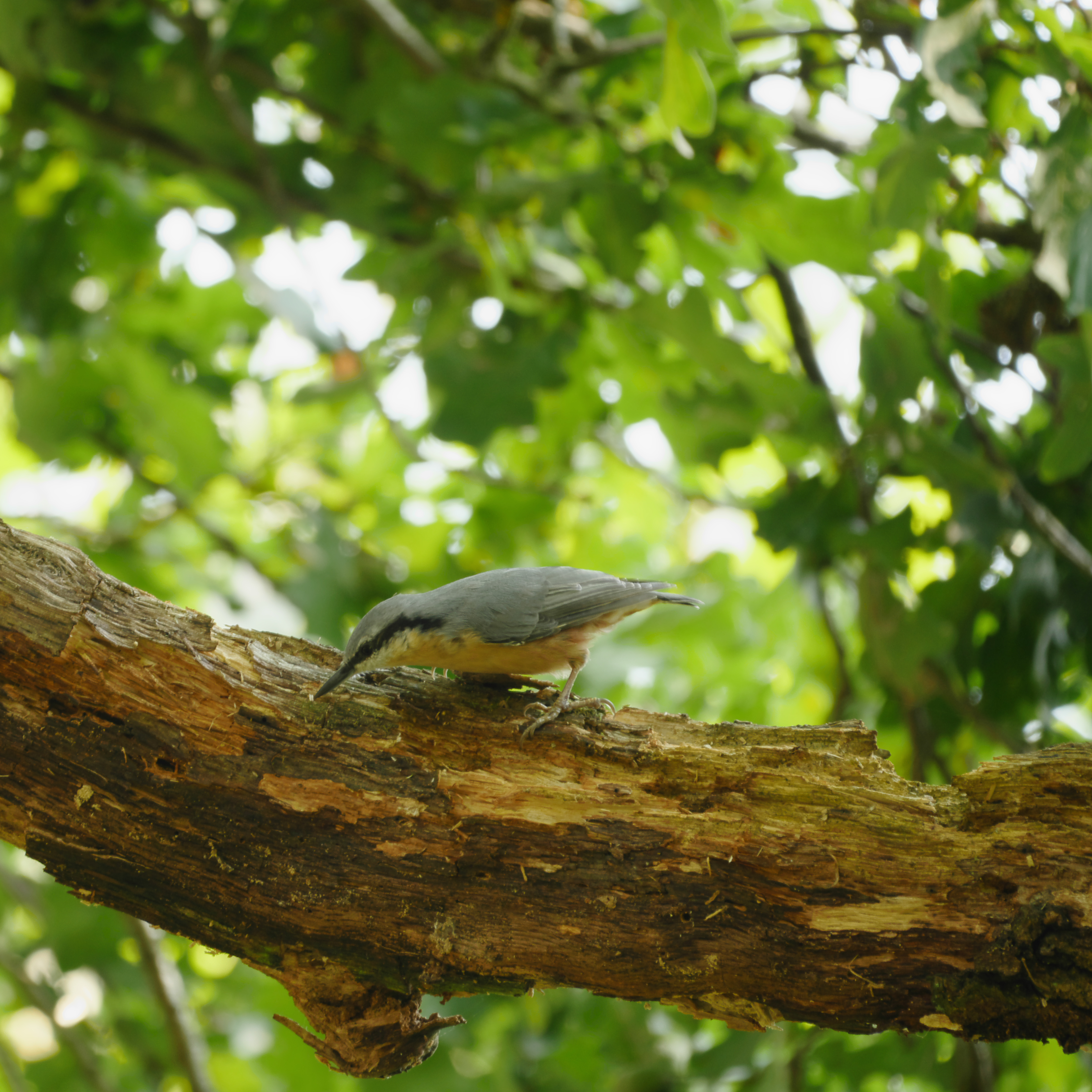
Kleiber
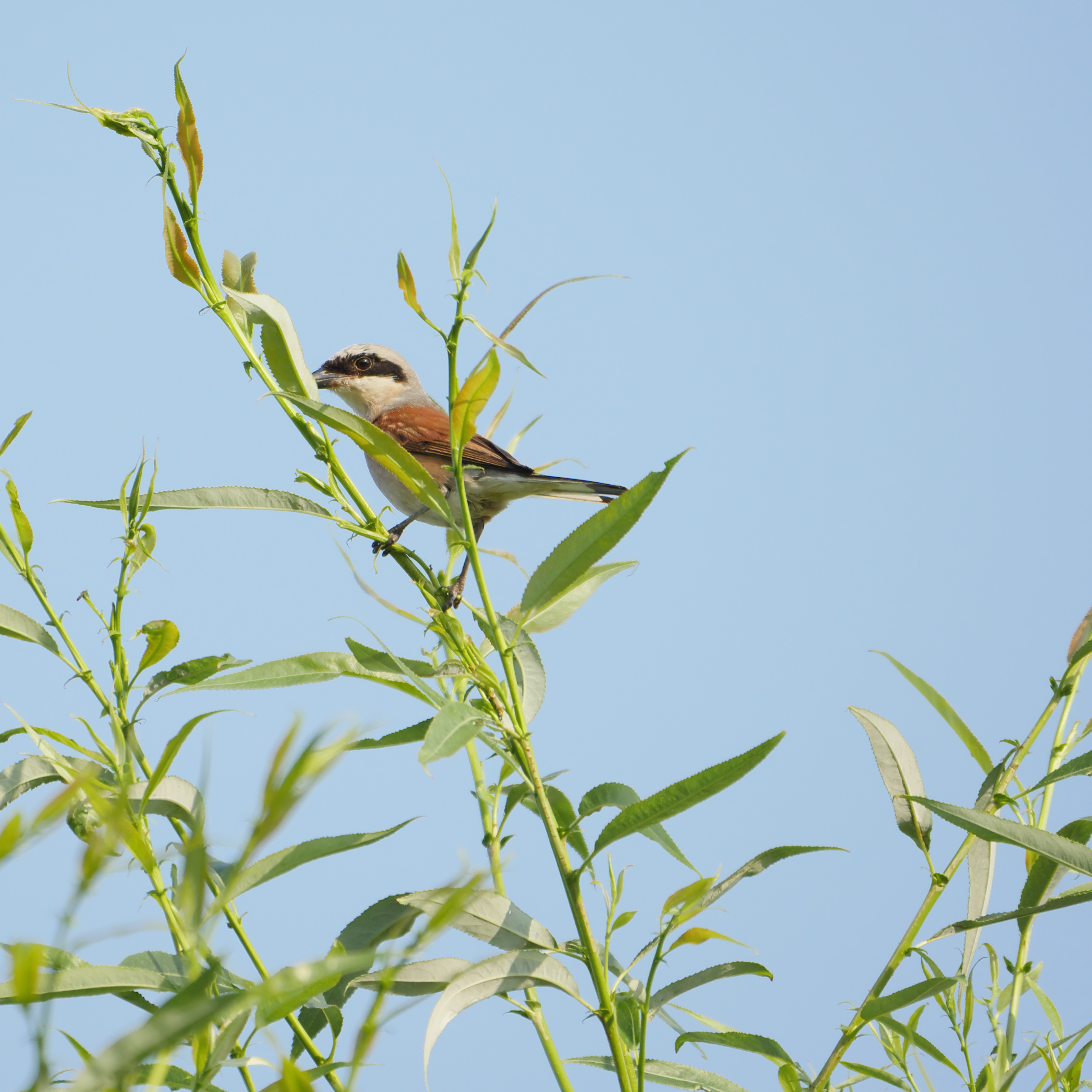
Neuntöter-Männchen
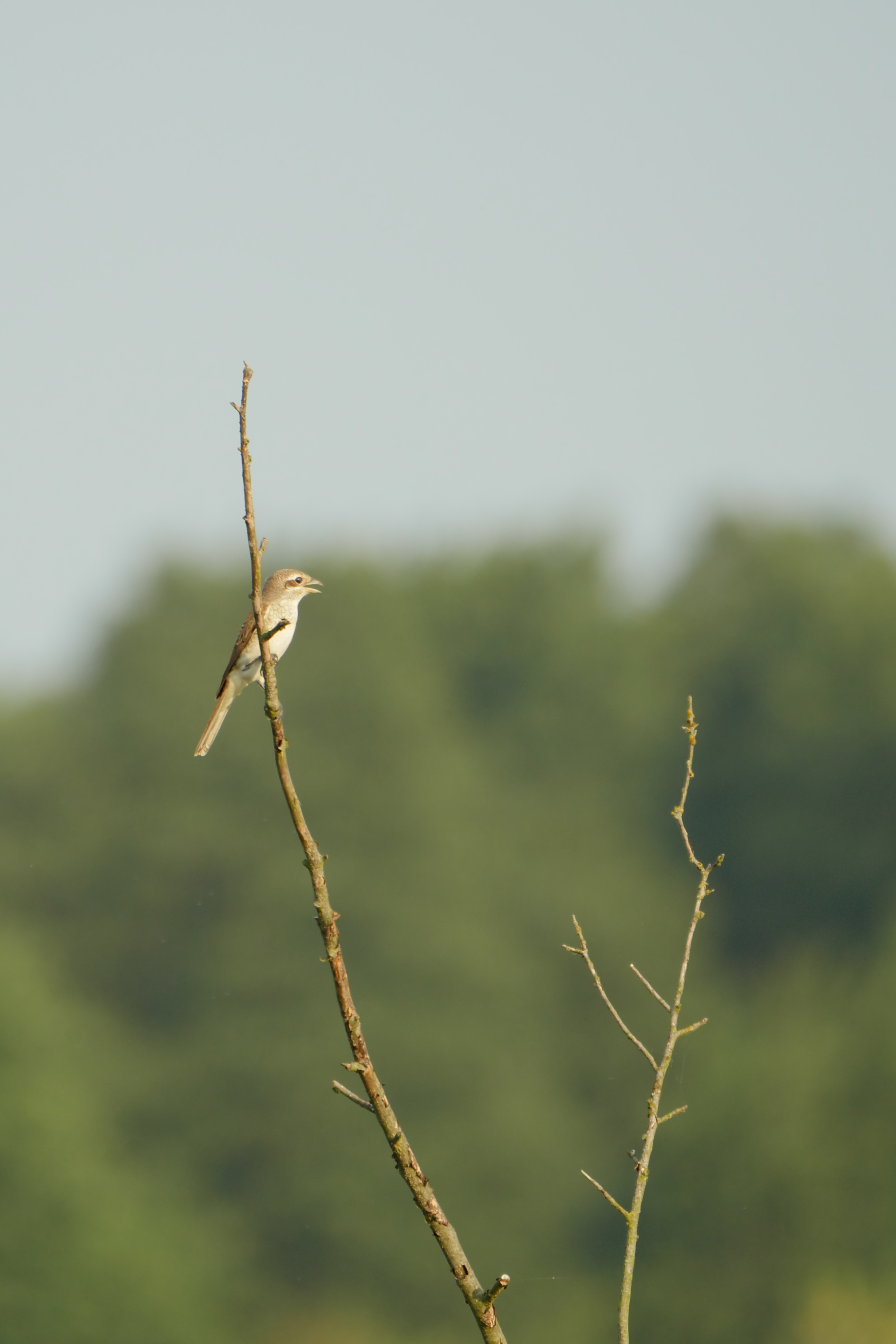
Neuntöter Jungvogel
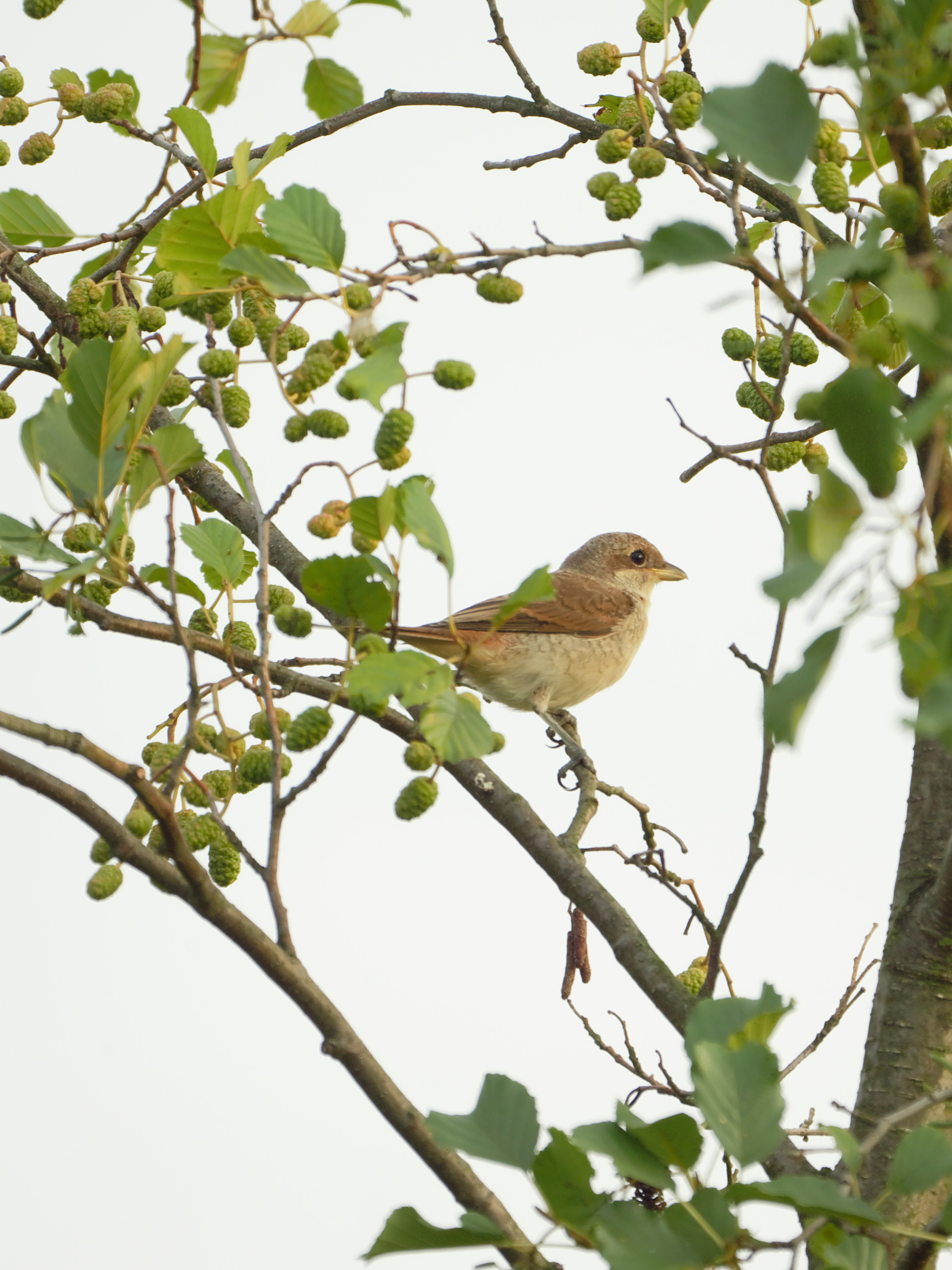
Neuntöter Jungvogel
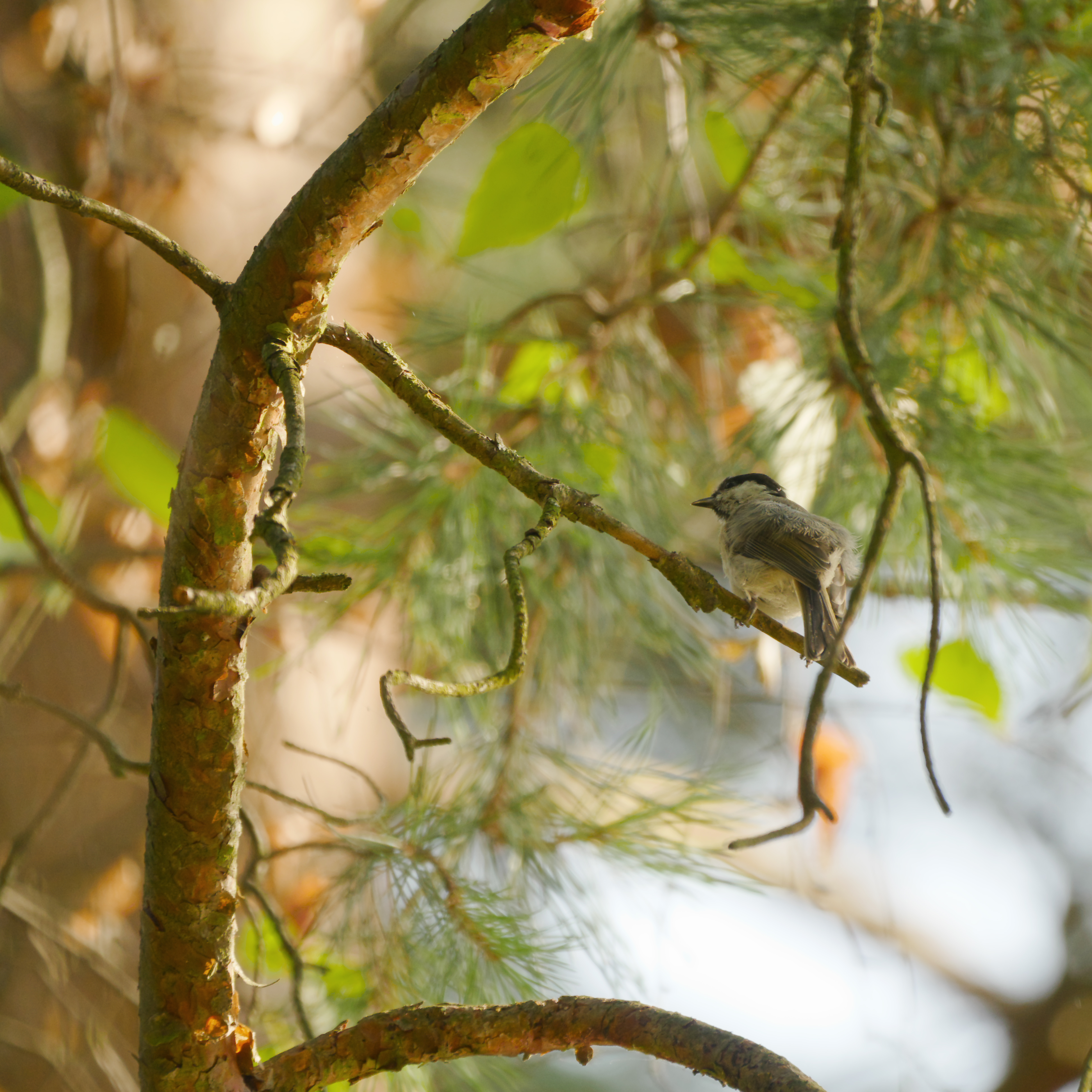
Sumpfmeise